# Metaphycus cerinus
Metaphycus cerinus är en stekelart som beskrevs av Compere 1940. Metaphycus cerinus ingår i släktet Metaphycus och familjen sköldlussteklar. Inga underarter finns listade i Catalogue of Life.